# Louis Brixhe
Pour les articles homonymes, voir Brixhe.
Louis-Guillaume-Martin Brixhe, né à Spa le 11 novembre 1787 et mort à Liège le 4 décembre 1876, est un officier militaire belge.

## Biographie[1]

### Origines familiales
Louis Brixhe est le fils du révolutionnaire franchimontois Jean-Guillaume Brixhe (1758-1807) et le frère aîné de l'homme politique et industriel Aristide Brixhe. 
Il est le beau-père de l'archiviste liégeois Mathieu-Lambert Polain, qui avait épousé une de ses filles.

### Carrière militaire au service de la France (1806-1815)
Brixhe commence sa carrière militaire dans la Grande Armée, à l'âge de dix-huit ans. Il est admis comme élève-officier à l'École militaire de Fontainebleau, d'où il sort sous-lieutenant, le 14 décembre 1806. Affecté au 13e régiment de dragons, avec lequel il prend part à la Campagne de Prusse et de Pologne (1806-1807), d'Espagne (1809), au Portugal (1810) et de nouveau en Espagne, de 1811 à 1812.
Rentré d'Espagne, Louis Brixhe passe aux hussards de la Garde du Roi de Westphalie, Jérôme Bonaparte, avec lesquels il fait la Campagne d'Allemagne (1813). L'issue de la Bataille de Leipzig (1813) mettant fin à l'existence du Royaume de Westphalie, il rejoint le 13e régiment de hussards. Entretemps, il a été promu successivement Lieutenant (1811), puis capitaine (17/08/1813) et reçoit la Croix de la Légion d'honneur pour sa conduite glorieuse au combat. Louis Brixhe sert une dernière fois dans la Grande armée lors de la Campagne de France (1814). 
À la suite de la défaite de Napoléon qui voit se désagréger l'Empire français, Brixhe, originaire du Département de l'Ourthe, est officiellement démissionné de l'armée française le 26 janvier 1815.  
Au cours de ces différentes campagnes, Louis Brixhe fut blessé à deux reprises : d'une balle dans le bras gauche en 1810, et à la jambe droite, en 1812.

### Carrière militaire au service du Royaume des Pays-Bas (1815-1830)
Dès la fin janvier 1815, Louis Brixhe est versé dans la nouvelle armée du Royaume des Pays-Bas, en tant que capitaine, au 1er régiment de hussards belges. Il est promu major en 1825 et est pensionné peu de temps après pour faiblesse de vue. 

### Carrière militaire au service du Royaume de Belgique (1830-1835)
Lorsque survient la révolution belge de 1830, Brixhe se rallie aux révolutionnaires et siège au comité de la guerre, instauré par le gouvernement provisoire. Nommé colonel, il devient le premier commandant de la Gendarmerie nationale (Belgique). Promu général-major de cavalerie, il est mis en disponibilité en août 1832. Sa vue n'ayant cessé de se détériorer, il est officiellement mis à la retraite le 26 janvier 1835. 

### Fin de vie
Louis Brixhe se retire à Liège où, devenu complètement aveugle, il meurt le 4 décembre 1876.
Il est inhumé au Cimetière de Robermont à Liège.

## Décorations
- Chevalier de la Légion d'honneur (28/06/1813).
- Médaille de Sainte-Hélène (Moniteur, 25/01/1858)[4].

## Sources et références bibliographiques
1. ↑  Ridelle, Louis, Gloire, biscaïen, mitraille et sabretache, Liège, Editions Solédi, 1968, p. 68.
2. 1 2  Mine, Georges, « "Un héros méconnu, l'autre Brixhe" », Histoire et Archéologie spadoises, no 68,‎ décembre 1991, p. 156-159
3. ↑  Bernaert, Frédéric, Fastes militaires des Belges au service de la France (1789-1815), Bruxelles, H. Lamertin, 1898, p. 11.
4. ↑  « R�sultats/Results/Gegevens », sur www.stehelene.org (consulté le 2 juin 2015)